# Vaux-lès-Mouzon
Vaux-lès-Mouzon é uma comuna francesa na região administrativa de Grande Leste, no departamento das Ardenas. Estende-se por uma área de 7,64 km². Em 2010 a comuna tinha 74 habitantes (densidade: 9,7 hab./km²).